# Garberville
Garberville is een kleine plaats (census-designated place) in Humboldt County in het noordwesten van de Amerikaanse staat Californië. Volgens de volkstelling van 2010 woonden er 913 mensen in Garberville.

## Geschiedenis
De eerste nederzettingen arriveerden hier in 1853. Deze plaats heette toen Dogtown en werd later naar een postmeester genoemd, Jacob C. Garber. Omdat Garberville en andere nabijgelegen plaatsen zo ver van hun county seats Eureka en Ukiah vandaan liggen, is er een opmerkelijk gebrek aan transport en andere faciliteiten. Een groep inwoners probeerde ooit om Sequoia County op te richten. Mendocino County en Humboldt County gingen dan samengevoegd worden met Garberville als county seat. Dat faalde omdat er te veel mensen tegen het voorstel waren. Er was ook een poging om van Garberville een onafhankelijke stad te maken. Ook dat werd nooit doorgevoerd omdat het bestuur van de county vond dat te kostelijk achtte.
Garberville heeft de reputatie een van de grootste marihuana-exporteurs te zijn van de zogenaamde Emerald Triangle. Een groot deel van de lokale economie, zowel commercieel als zonder winstbejag, wordt direct of indirect gesteund door deze export. De export zorgde ook voor politieke veranderingen. Tegenwoordig heerst er een progressieve politieke cultuur in Garberville.

## Geografie
Garberville is gelegen op een hoogte van 479 voet en ligt dicht bij de King's Peak, die 4087 meter hoog is. Het bevindt zich een 200 mijl ten noorden van San Francisco, 15 minuten rijden van het Humboldt Redwoods State Park en 60 minuten rijden van het regionale centrum Eureka.
Het heeft een klimaat met koude en regenachtige winters en warme, droge zomers.

## Politiek
Voor de Senaat van Californië ligt Garberville in het tweede district, dat vertegenwoordigd wordt door de Democraat Noreen Evans. Voor de verkiezing van vertegenwoordigers in het Assembly, valt het plaatsje binnen het eerste district, dat vertegenwoordigd wordt door de Democraat Wes Chesbro. Beide districten omvatten ongeveer de hele kuststrook van Californië ten noorden van Marin County. Ze worden traditioneel door Democratische kandidaten gewonnen. Voor de verkiezing van Afgevaardigden in het Huis van Afgevaardigden valt Garberville net als de omringende plaatsen onder het eerste congresdistrict. De Democraat Mike Thompson vertegenwoordigt het district sinds 1999.